# Independence Seaport Museum
L'Independence Seaport Museum (autrefois appelé Philadelphia Maritime Museum) est un musée consacré à l'histoire maritime de Philadelphie, en Pennsylvanie et à la vallée du Delaware. Il se trouve sur le complexe de Penn's Landing le long du fleuve Delaware. Il fut fondé en 1961 par J. Welles Henderson. 
Il possède plusieurs navires, dont deux National Historic Landmark : 
- le croiseur protégé USS Olympia,
- le sous-marin de classe Balao USS Becuna.

## Historique
En 1961, le collectionneur maritime J. Welles Henderson a estimé que l'histoire maritime de Philadelphie avait été oubliée et était frustré que sa ville ne dispose pas d'un musée maritime comme ceux de la Nouvelle-Angleterre. Pour remédier à ce problème, il a loué un espace à l'Athénée de Philadelphie pour ouvrir le Philadelphia Maritime Museum. Initialement, le musée abritait sa collection personnelle d'objets maritimes. En 1974, le musée a déménagé dans un bâtiment construit en 1898 pour la First National Bank (en). En 1995, le musée a déménagé à Penn's Landing le long du fleuve Delaware, après avoir dépensé 15 millions de dollars pour rénover un bâtiment utilisé par le Port of History Museum, qui avait fermé deux ans plus tôt. Il a été rebaptisé Independence Seaport Museum.

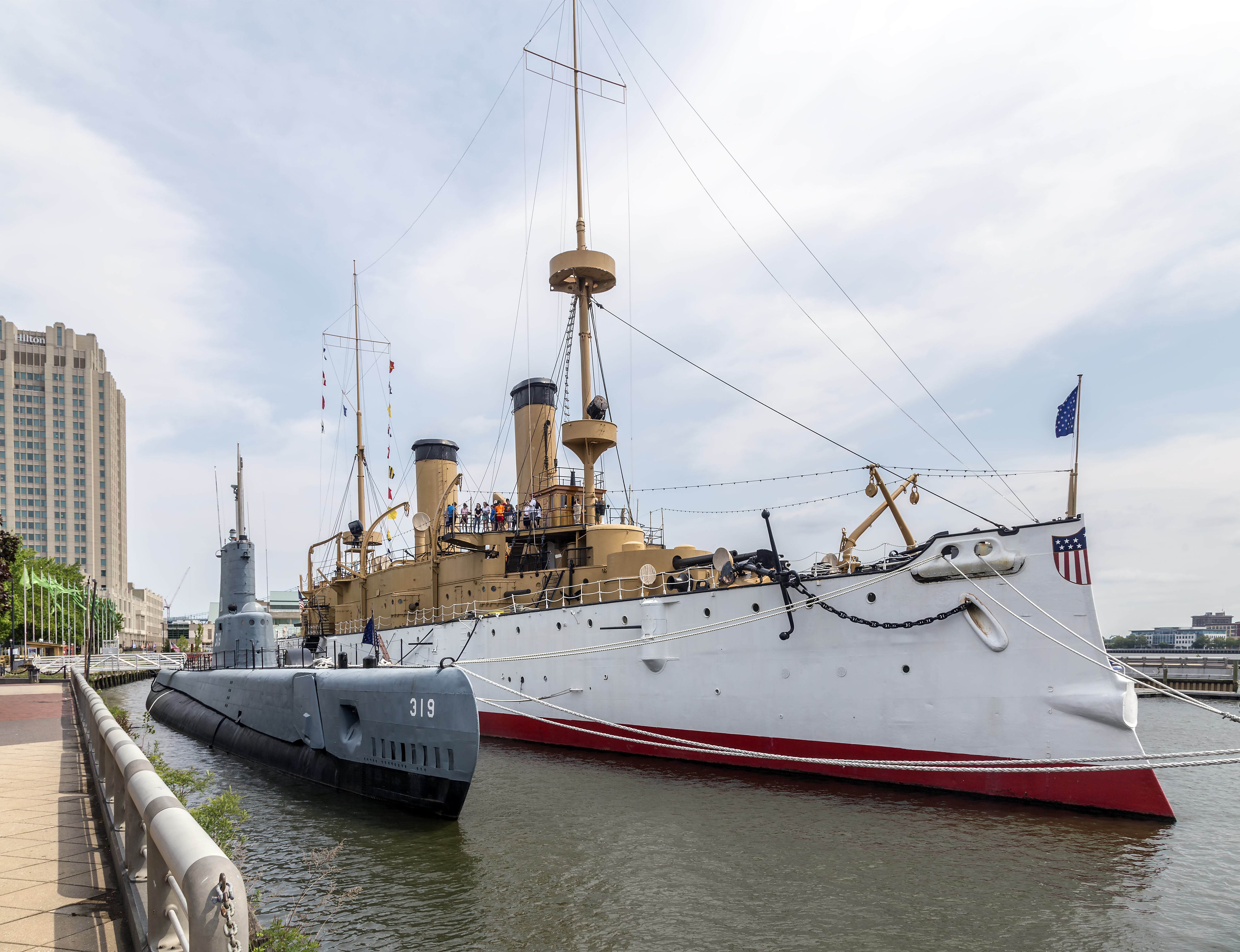
USS Olympie et USS Becuna

En février 2010, les responsables du musée ont annoncé que le croiseur USS Olympia avait besoin de 10 à 20 millions de dollars pour des réparations de coque pour l'empêcher de couler et envisageraient de le transférer ailleus.  En 2014, le Musée a reçu un financement de 6 millions de dollars du programme d'aide au réaménagement, qui a couvert une partie des réparations. Au cours des années suivantes, le musée a reçu des subventions de donateurs privés, ainsi que d'agences fédérales et étatiques pour aider à couvrir les coûts de conservation. En 2017, l'Independence Seaport Museum a achevé la première phase de rénovation du navire et s'efforce de réunir les fonds nécessaires pour remorquer le navire jusqu'à une cale sèche afin que sa coque puisse être réparée. 
En juin 2015, le Musée a presque doublé sa dotation après avoir reçu quatre dons importants totalisant près de 13,9 millions de dollars pour aider à financer les programmes du musée, les expositions et la restauration des deux navires historiques. En janvier 2016, le Independence Seaport Museum a reçu une subvention de plus d'un million de dollars de la Fondation William Penn pour financer des programmes environnementaux et d'eau potable, ainsi que des expositions et des rénovations du quai. En 2017, le Independence Seaport Museum a reçu une subvention de 2,6 millions de dollars de la Fondation William Penn pour soutenir l'exposition River Alive.